# ستيفن ويليام وايت
ستيفن ويليام وايت (بالإنجليزية: Stephen William White)‏ هو منفذ ‏ ومترجم أمريكي، ولد في 16 يوليو 1840 في فيلادلفيا في الولايات المتحدة، وتوفي في 1 أكتوبر 1914.